# Бамага
Бама́га (Калав-Кавав-Я; англ. Bamaga, Kalaw Kawaw Ya) — небольшой городок (таун) на крайнем севере Австралии, является едва ли не самым северным городом на материке. Находится примерно в 40 км от  северной оконечности полуострова Кейп-Йорк в штате Квинсленд.
Городок был основан в 1947 году в связи с открытием здесь источников пресной воды. Через развитие в городе промышленности и строительства аэропорта Бамага стала центром Северной Полуостровной территории штата Квинсленд.

## Климат
| Показатель                    | Янв.  | Фев.  | Март  | Апр.  | Май  | Июнь | Июль | Авг. | Сен. | Окт. | Нояб. | Дек.  | Год    |
| ----------------------------- | ----- | ----- | ----- | ----- | ---- | ---- | ---- | ---- | ---- | ---- | ----- | ----- | ------ |
| Средний суточный максимум, °C | 30,8  | 30,4  | 30,4  | 30,3  | 29,8 | 29,2 | 28,6 | 28,8 | 30,0 | 30,9 | 31,8  | 31,8  | 29,9   |
| Средний суточный минимум, °C  | 25,2  | 24,9  | 25,0  | 25,2  | 24,7 | 23,9 | 22,9 | 22,8 | 23,6 | 24,8 | 25,6  | 25,7  | 24,7   |
| Норма осадков, мм             | 356,9 | 497,2 | 353,5 | 244,0 | 67,9 | 16,8 | 8,9  | 5,2  | 2,7  | 9,3  | 46,4  | 196,8 | 1805,6 |
| Источник: Yahoo Weather       |       |       |       |       |      |      |      |      |      |      |       |       |        |